# Natalie Ward

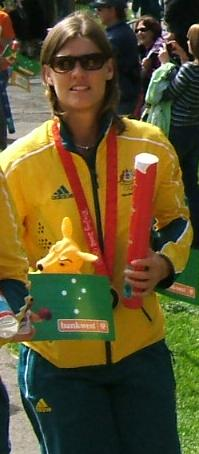
Natalie Ward (2008)

Natalie Anne Ward (* 24. Dezember 1975 in Newcastle, New South Wales) ist eine ehemalige australische Softballspielerin. Sie gewann eine Silbermedaille und drei Bronzemedaillen bei Olympischen Spielen.

## Karriere
Natalie Ward begann an der Zweiten Base und wurde später Shortstop. In der australischen Nationalmannschaft wirkte sie in 429 Länderspielen mit und wurde damit Rekordnationalspielerin. Ihre erste internationale Medaille gewann sie mit der australischen Nationalmannschaft bei der Weltmeisterschaft 1994, als die Australier die Bronzemedaille hinter den Mannschaften aus den Vereinigten Staaten und der Volksrepublik China gewannen. Bei der olympischen Softball-Premiere 1996 in Atlanta gewann das Team aus den Vereinigten Staaten in der Vorrunde sechs von sieben Spielen und unterlag nur den Australierinnen. Nach einem Sieg über die Japanerinnen und einer Niederlage gegen die Chinesinnen waren die Australierinnen Olympiadritte. Ward wurde in allen neun Spielen eingesetzt.
Bei der Weltmeisterschaft 1998 wurden die Australier Zweite hinter der Mannschaft aus den Vereinigten Staaten und vor den Japanerinnen. Zwei Jahre später beim Olympiaturnier 2000 in Sydney wurden die Australierinnen in der Vorrunde Zweite hinter den Japanerinnen. Nach Niederlagen gegen die Japanerinnen und gegen das Team aus den Vereinigten Staaten wurden die Australierinnen wieder Olympiadritte. Ward wirkte in neun Begegnungen mit. 2004 in Athen wurden die Australierinnen in der Vorrunde Zweite hinter Mannschaft aus den Vereinigten Staaten. Mit einem Sieg gegen die Japanerinnen erreichten sie das Finale und gewannen die Silbermedaille hinter der Mannschaft aus den USA. Im Finale unterlagen die Australierinnen mit 1:5. Ward war in acht Partien dabei.
2006 wurden die Australierinnen bei der Weltmeisterschaft Dritte hinter den USA und Japan. Beim Olympiaturnier 2008 in Peking wurden die Australierinnen in der Vorrunde Dritte. Nach einem Sieg über die Kanadierinnen und einer Niederlage gegen die Japanerinnen erhielten die Australierinnen die Bronzemedaille. Ward war in neun Spielen dabei. Außer Ward wirkten auch Tanya Harding und Melanie Roche bei den vier olympischen Medaillengewinnen von 1996 bis 2008 mit.
Seit 2012 ist Natalie Ward in der Softball Australia Hall of Fame. 2017 wurde sie durch die Aufnahme in die Hall of Fame der World Softball Confederation geehrt.